# Mariano Álvarez Acevedo
Mariano Álvarez Acevedo (Otero de Curueño, 1807-Madrid, 1872) fue un político español.

## Biografía
Nació en la localidad leonesa de Otero de Curueño en septiembre de 1807, hijo de Francisco Álvarez Acevedo. Su familia era de ideas liberales. Fue varias veces diputado por la provincia de León entre 1850 y 1854. Demócrata, hizo oposición a los gobiernos moderados y en 1854 fue nombrado subinspector de la milicia nacional de León. Apoyó la revolución de 1868 movilizando hombres a favor de la causa en su localidad natal de Otero de Curueño y fue elegido presidente de la Junta revolucionaria de León. Fue nombrado gobernador de la provincia de León por el Gobierno provisional, cargo del que fue separado al acercarse las elecciones de 1869, probablemente por creérsele republicano.  La Junta de León se caracterizó por su radicalidad, razón por la que se le destituyó antes de que hubieran pasado dos meses desde su toma de posesión. Durante el periodo que estuvo al frente de la Junta de León se publicaron periódicos afines a la causa revolucionaria como La Revolución, La Asociación y La República, y se crearon asociaciones de corte obrerista como La Fraternidad en el Trabajo, primera en la provincia de León en vincularse a la Asociación Internacional de Trabajadores (AIT) y cuya rama local estuvo dirigida por el veterinario Juan Téllez Vicén, también miembro del Partido Republicano Federal de León. Su destitución provocó una campaña a favor que le permitió recabar 7.000 firmas en menos de veinticuatro horas. A nivel popular gozaba de muchos apoyos entre la ciudadanía gracias a medidas como la distribución de trigo entre los labradores afectados por la sequía de 1868 o la donación de la mitad de su sueldo para ayudar a los niños huérfanos de la provincia. Obtuvo escaño de diputado en las elecciones de 1869 por León. Durante la insurrección federal de 1869 estuvo al frente del conato de revuelta en Asturias, ya que previamente había establecido contactos con federales gallegos y asturianos para liderar acciones subversivas en el noroeste de España. En la obra Historia del partido republicano español, el historiador Enrique Rodríguez-Solís realizó una narración de los hechos acontecidos durante el levantamiento de los federales intransigentes:
Acordado el levantamiento republicano de 1869, D. Mariano Alvarez Acevedo, cazador infatigable y conocedor como pocos de las provincias de León y Asturias, las tomó á su cargo, más que para hacer la guerra, para entretener al ejército. Caído prisionero, se fugó; fué de nuevo capturado, y otra vez puesto en libertad por el encarcelamiento de los que le habían aprehendido, y, por último, encerrado en las prisiones militares de San Francisco, de Madrid, donde sufrió un largo y penoso cautiverio.
Tras su estancia en la prisión de San Francisco, falleció en Madrid el 30 de abril de 1872.